# ميل مي-58
كانت ميل مي-58 مشروع مروحية ركاب بمحركين تروبينيين مطورة من ميل مي-28؛ أُعلن عنها أول مرة في عرض باريس 1995. خُطط لها أن تُزود بمحركي كليموف تي.في3-117إم.أ-إس.بي3 بقوة 2088 كيلو وات. قيل أنها تستوعب 20 راكبًا مع تكوينات مقاعد متعددة.